# Капитан Марвел XXX: пародия Акселя Брауна
Капитан Марвел XXX: пародия Акселя Брауна (с англ. — «Captain Marvel XXX: An Axel Braun Parody») — американский порнографический фильм 2019 года, снятый режиссёром Акселем Брауном. Фильм является порнопародией на американский супергеройский фильм Капитан Марвел.

## В ролях
- Кензи Тейлор в роли Кэрол Дэнверс/Капитан Марвел
- Ана Фокс в роли Моники Рамбо/Фотон
- Куинтон Джеймс в роли Йонн Рогга
- Тайлер Найт в роли Ника Фьюри
- Лэйси Леннон Леннон в роли Джин Грей
- Рамон Номар в роли Чрелл
- Алекс Легенд в роли Далкса
- Джеймс Бартолет в роли Джеймса ЛеБлоу
- Джессика Джейд в роли покупательницы в секс-шопе
- Обри Кейт в роли Высшего разума
- Сет Гэмбл в роли Дэдпула
- Аксель Браун в роли директора (нет в титрах)

## Список сцен
1. Кензи Тейлор и Куинтон Джеймс[2]
2. Кензи Тейлор, Рамон Номар и Алекс Легенд[3]
3. Кензи Тейлор и Тайлер Найт[4]
4. Кензи Тейлор и Обри Кейт[5]
5. Кензи Тейлор и Ана Фокс[6]
6. Кензи Тейлор, Лэйси Леннон и Сет Гэмбл[7]

## Производство
15 мая 2019 года, режиссёр и продюсер фильма Аксель Браун объявил кастинг на съемки своего нового фильма, как признается сам Браун, после просмотра оригинального фильма с Бри Ларсон, он был настолько взволнован, что после окончания фильма, сел в машину, взял iPad и начал перерабатывать сценарий под пародию. 22 мая, после прослушивания 120 девушек, на главную роль была выбрана Кензи Тейлор. 30 сентября состоялась премьера фильма на сайте Wicked Picture, а также выпущен трейлер.

## Отзывы
Апаче Вариор из Xcritic порекомендовал фильм, оценив главную актрису фильм положительно.
В июне 2021 года фильм был показан студентам Калифорнийского университета в Санта-Барбаре.

## Награды и номинации
| Год  | Церемония        | Результат | Номинация                             | Получатель(-и)                         | Примечания    |
| ---- | ---------------- | --------- | ------------------------------------- | -------------------------------------- | ------------- |
| 2020 | XBIZ Award       | Номинация | Художественный фильм года             | н/д                                    | [ 14 ]        |
| 2020 | XBIZ Award       | Номинация | Лучшая актриса — полнометражный фильм | Кензи Тейлор                           | [ 14 ]        |
| 2020 | XBIZ Award       | Номинация | Лучший актёр — полнометражный фильм   | Куинтон Джеймс                         | [ 14 ]        |
| 2020 | XBIZ Award       | Номинация | Лучшая секс сцена                     | Кензи Тейлор, Лэйси Леннон и Сет Гэмбл | [ 14 ]        |
| 2020 | XBIZ Award       | Номинация | Лучшая секс сцена — девушки           | Кензи Тейлор и Ана Фокс                | [ 14 ]        |
| 2020 | XBIZ Award       | Номинация | Лучший сценарий                       | н/д                                    | [ 14 ]        |
| 2020 | XBIZ Award       | Номинация | Лучший монтаж                         | н/д                                    | [ 14 ]        |
| 2020 | XBIZ Award       | Номинация | Лучшая операторская работа            | н/д                                    | [ 14 ]        |
| 2020 | XBIZ Award       | Победа    | Лучшее художественное направление     | н/д                                    | [ 15 ]        |
| 2020 | XBIZ Award       | Победа    | Лучшие спецэффекты                    | н/д                                    | [ 15 ]        |
| 2020 | XBIZ Award       | Номинация | Маркетинговая кампания года           | н/д                                    | [ 14 ]        |
| 2020 | XRCO Award       | Победа    | Лучшая пародия                        | н/д                                    | [ 16 ]        |
| 2020 | XRCO Award       | Победа    | Лучшая актриса                        | Кензи Тейлор                           | [ 16 ]        |
| 2020 | XRCO Award       | Номинация | Лучшая комедия                        | н/д                                    | [ 17 ]        |
| 2020 | NightMoves Award | Победа    | Лучший полнометражный фильм           | н/д                                    | [ 18 ] [ 19 ] |
| 2020 | AVN Award        | Номинация | Лучшее художественное направлении     | н/д                                    | [ 20 ]        |
| 2020 | AVN Award        | Номинация | Лучший комедийный сценарий            | Аксель Браун                           | [ 20 ]        |
| 2020 | AVN Award        | Номинация | Лучший режиссер – комедия             | Аксель Браун                           | [ 20 ]        |
| 2020 | AVN Award        | Номинация | Лучший монтаж                         | Аксель Браун и Клаудия Росс            | [ 20 ]        |
| 2020 | AVN Award        | Номинация | Лучшая актриса главной роли           | Кензи Тейлор                           | [ 20 ]        |
| 2020 | AVN Award        | Номинация | Лучшая сцена секса втроем – Д/Д/П     | Кензи Тейлор, Лейси Леннон и Сет Гэмбл | [ 20 ]        |
| 2020 | AVN Award        | Номинация | Лучший актер второго плана            | Куинтон Джеймс                         | [ 20 ]        |
| 2020 | AVN Award        | Победа    | Лучшая пародия                        | н/д                                    | [ 21 ]        |
| 2020 | AVN Award        | Победа    | Лучший саундтрек                      | н/д                                    | [ 21 ]        |
| 2020 | AVN Award        | Победа    | Лучшие спецэффекты                    | н/д                                    | [ 21 ]        |
| 2020 | AVN Award        | Победа    | Лучший макияж                         | Дасти Линн                             | [ 21 ]        |
| 2020 | AVN Award        | Победа    | Лучшая сцена секса трансгендеров      | Обри Кейт и Кензи Тейлор               | [ 21 ]        |